# Trofeo Adolph Rupp
El Trofeo Adolph F. Rupp fue un premio anual otorgado al mejor baloncestista de la División I de la NCAA. Estaba considerado como uno de los premios más importantes del baloncesto universitario. El ganador del premio era seleccionado por un jurado independiente de periodistas deportivos, entrenadores y administradores deportivos. El trofeo se entregaba cada año en el lugar donde se disputa la Final Four del campeonato de baloncesto de la NCAA, hasta 2015.
El Trofeo Adolph F. Rupp estaba administrado por el Commonwealth Athletic Club de Kentucky, una organización sin ánimo de lucro con la misión primaria de honrar el legado del entrenador de la Universidad de Kentucky Adolph Rupp.
Kevin Durant, de Texas, fue el primer freshman en ganar el premio.

## Ganadores

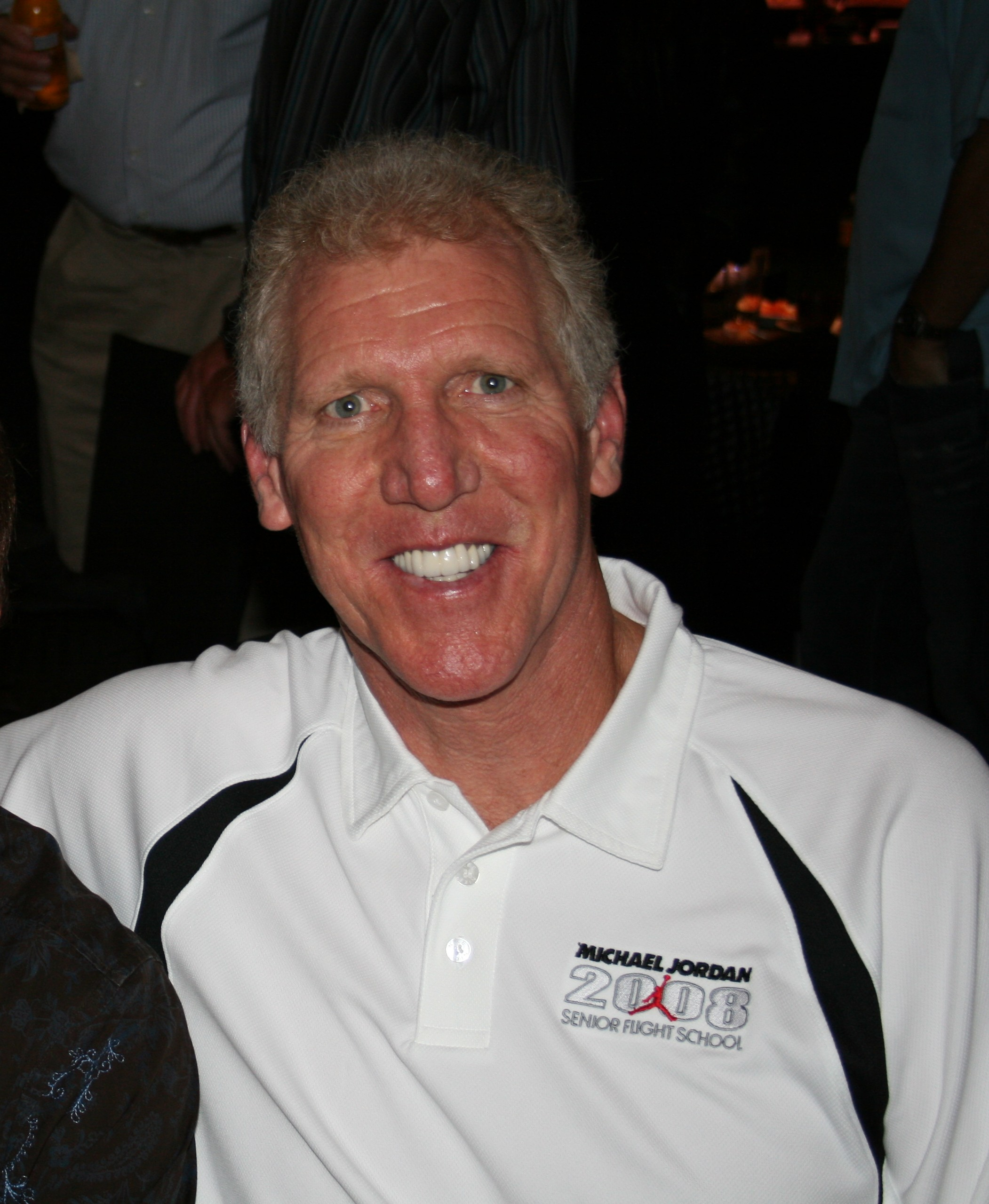
Bill Walton, triple ganador del premio (1972–74).

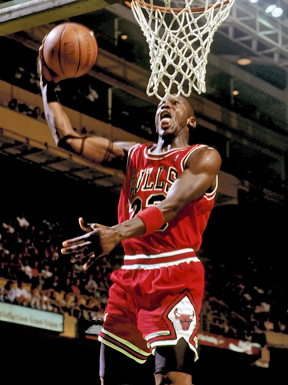
Michael Jordan, ganador de 1984.

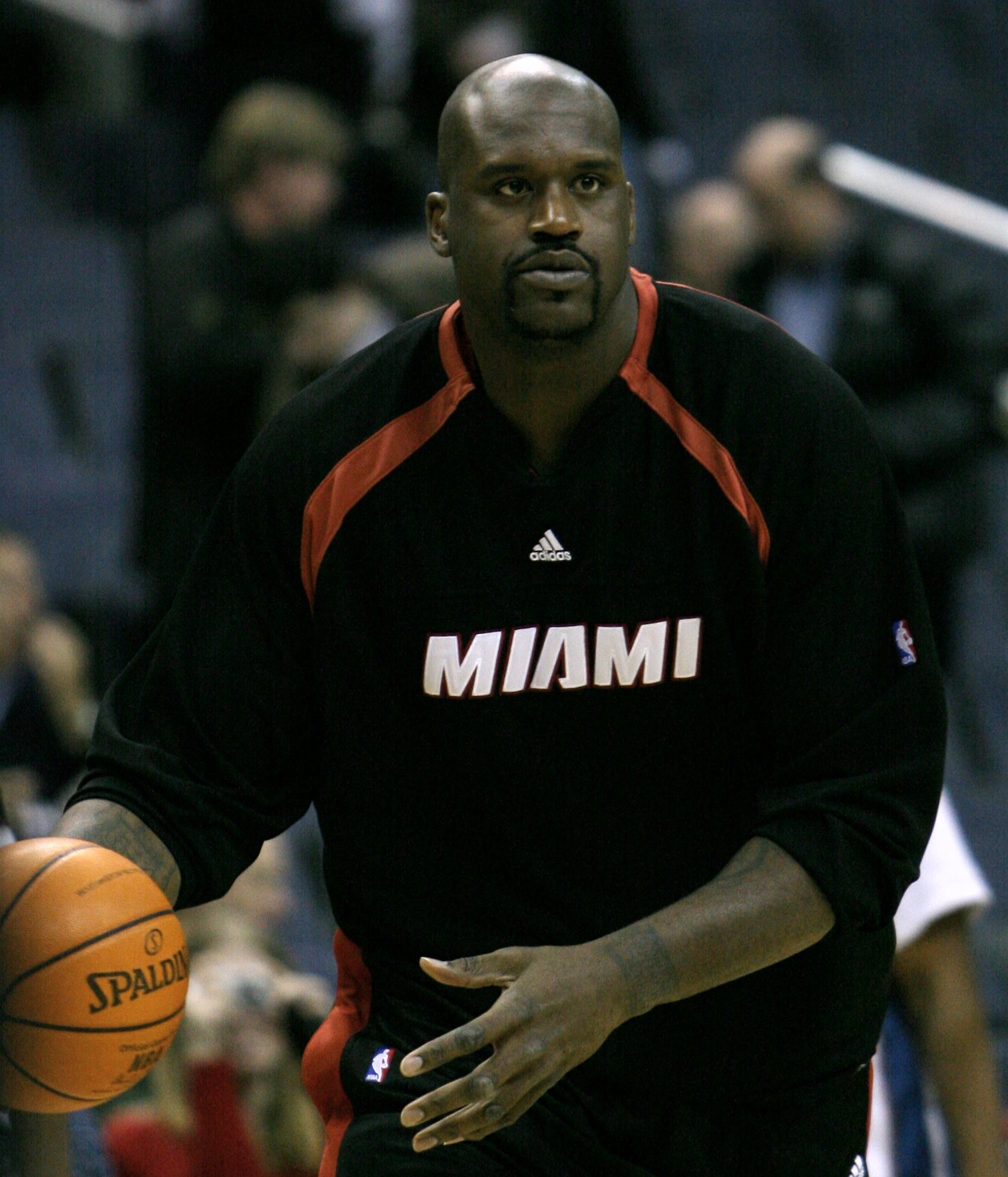
Shaquille O'Neal, ganador de 1991.

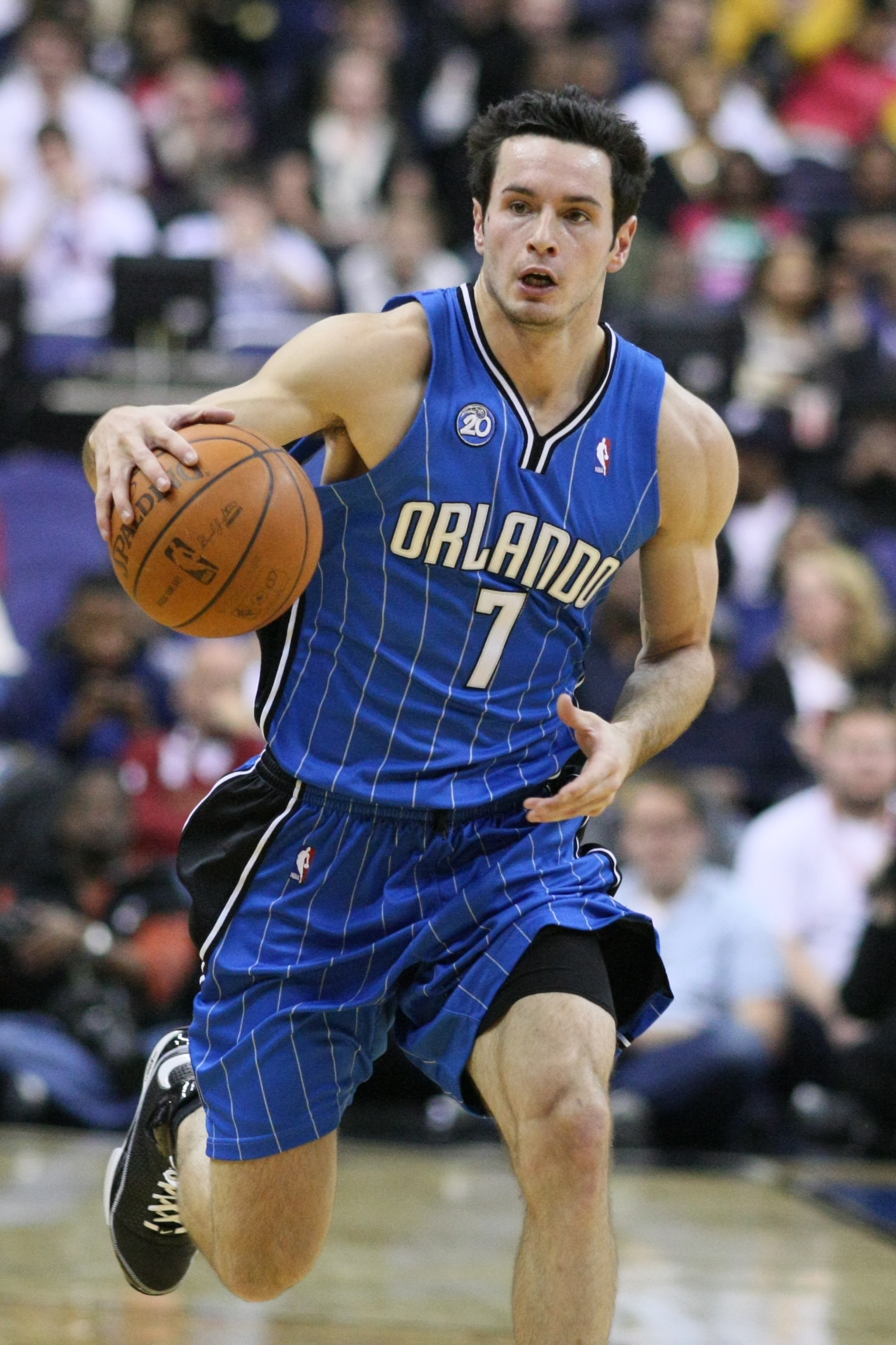
J. J. Redick, ganador en 2005 y 2006.

| Jugador (X) | Denota el número de veces que ha conseguido el galardón |

| Año     | Jugador            | Universidad    | Posición          | Curso     |
| ------- | ------------------ | -------------- | ----------------- | --------- |
| 1971–72 | Bill Walton        | UCLA           | Pívot             | Sophomore |
| 1972–73 | Bill Walton (2)    | UCLA           | Pívot             | Junior    |
| 1973–74 | Bill Walton (3)    | UCLA           | Pívot             | Senior    |
| 1974–75 | David Thompson     | NC State       | Escolta / Alero   | Senior    |
| 1975–76 | Scott May          | Indiana        | Alero             | Senior    |
| 1976–77 | Marques Johnson    | UCLA           | Escolta / Alero   | Senior    |
| 1977–78 | Butch Lee          | Marquette      | Base              | Senior    |
| 1978–79 | Larry Bird         | Indiana State  | Alero             | Senior    |
| 1979–80 | Mark Aguirre       | DePaul         | Alero             | Sophomore |
| 1980–81 | Ralph Sampson      | Virginia       | Pívot             | Sophomore |
| 1981–82 | Ralph Sampson (2)  | Virginia       | Pívot             | Junior    |
| 1982–83 | Ralph Sampson (3)  | Virginia       | Pívot             | Senior    |
| 1983–84 | Michael Jordan     | North Carolina | Escolta           | Junior    |
| 1984–85 | Patrick Ewing      | Georgetown     | Pívot             | Senior    |
| 1985–86 | Walter Berry       | St. John's     | Ala-Pívot         | Senior    |
| 1986–87 | David Robinson     | Navy           | Pívot             | Senior    |
| 1987–88 | Hersey Hawkins     | Bradley        | Escolta           | Senior    |
| 1988–89 | Sean Elliott       | Arizona        | Alero             | Senior    |
| 1989–90 | Lionel Simmons     | La Salle       | Alero             | Senior    |
| 1990–91 | Shaquille O'Neal   | LSU            | Pívot             | Sophomore |
| 1991–92 | Christian Laettner | Duke           | Alero             | Senior    |
| 1992–93 | Calbert Cheaney    | Indiana        | Alero             | Senior    |
| 1993–94 | Glenn Robinson     | Purdue         | Alero / Ala-Pívot | Sophomore |
| 1994–95 | Joe Smith          | Maryland       | Pívot             | Sophomore |
| 1995–96 | Marcus Camby       | UMass          | Pívot             | Junior    |
| 1996–97 | Tim Duncan         | Wake Forest    | Pívot             | Senior    |
| 1997–98 | Antawn Jamison     | North Carolina | Alero             | Junior    |
| 1998–99 | Elton Brand        | Duke           | Pívot             | Sophomore |
| 1999–00 | Kenyon Martin      | Cincinnati     | Ala-Pívot         | Senior    |
| 2000–01 | Shane Battier      | Duke           | Alero / Escolta   | Senior    |
| 2001–02 | Jay Williams       | Duke           | Base              | Junior    |
| 2002–03 | David West         | Xavier         | Ala-Pívot         | Senior    |
| 2003–04 | Jameer Nelson      | Saint Joseph's | Base              | Senior    |
| 2004–05 | J. J. Redick       | Duke           | Escolta           | Junior    |
| 2005–06 | J. J. Redick (2)   | Duke           | Escolta           | Senior    |
| 2006–07 | Kevin Durant       | Texas          | Alero             | Freshman  |
| 2007–08 | Tyler Hansbrough   | North Carolina | Ala-Pívot         | Junior    |
| 2008–09 | Blake Griffin      | Oklahoma       | Ala-Pívot         | Sophomore |
| 2009–10 | John Wall          | Kentucky       | Base              | Freshman  |
| 2010–11 | Jimmer Fredette    | BYU            | Escolta           | Senior    |
| 2011–12 | Anthony Davis      | Kentucky       | Pívot             | Freshman  |
| 2012–13 | Victor Oladipo     | Indiana        | Escolta           | Junior    |
| 2013–14 | Doug McDermott     | Creighton      | Alero             | Senior    |
| 2014–15 | Frank Kaminsky     | Wisconsin      | Ala-Pívot         | Senior    |